# North Skirlaugh Rowton and Arnold

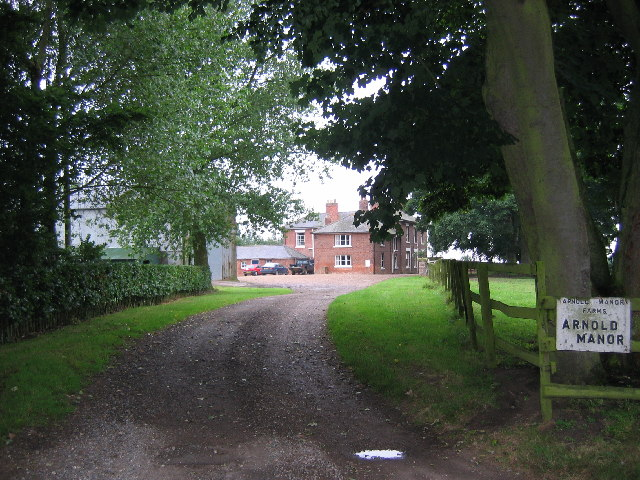
Arnold

North Skirlaugh Rowton and Arnold var en civil parish från 1866 till 1935 då den blev en del av Riston, i grevskapet East Riding of Yorkshire, i England. Civil parish var belägen 12 km från Kingston upon Hull och hade 292 invånare år 1931.